# Tudy spěje naše čtvrť
Tudy spěje naše čtvrť (v anglickém originále Here Comes the Neighborhood) je dvanáctý díl páté řady amerického animovaného televizního seriálu Městečko South Park. Premiéru měl 28. listopadu 2001 na americké televizní stanici Comedy Central.

## Děj
Token si připadá, jako kdyby byl vyčleňován z davu. Důvodem je, že je jediné bohaté dítě ve městě. Tím láká do South Parku další bohaté lidi. To se ale nelíbí obyvatelům South Parku a snaží zbohatlíky z města vyhnat.

## Produkce
V komentáři Trey Parker a Matt Stone popisují epizodu jako zobrazení světa, kde rasismus neexistuje, ale poslední slovo je nedokončené, když řeknou "Ni..". Další epizodu chtěli začít tím, že Garrison řekne "ggers".

## Zajímavosti
- Postava Aslona a jeho vzhled je odkazem na podobnou postavu z filmu Lev, čarodějnice a skříň (1979).[2]
- V epizodě vystoupil jako speciální host herec Rob Schneider.